# Павел Гіжицький (єпископ)
Павел Гіжицький гербу Ґоздава (пол. Paweł Giżycki; найправдоподібніше, бл. 1400 — 21 або 28 січня 1463, Пултуськ) — польський шляхтич, релігійний діяч РКЦ, латинський єпископ Плоцький.

## Біографія
Був сином судді земського сохачевського Вацлава з Гіжице — дідича села (нині гміна Ілув), який першим почав підписуватись «з Гіжице», та його дружини Ельжбети. Брати: Вінцентій — маршал мазовецьких князів, і Зигмунт — плоцький канонік РКЦ.
Навчався у Празі, де в 1419 році отримав ступінь бакалавра вільних мистецтв. Багато займав церковнослужбових посад — був каноніком і схоластиком плоцьким, краківським, ґнєзненським і познаньським. Виконував також функцію краківського земського писаря. 29 травня 1439 був обраний капітулою на єпископа Плоцького (як наступник Станіслава II з Павловіц). 21 серпня 1439 отримав папське підтвердження, а 27 грудня прийняв єпископську хіротонію.
Зробив поділ Плоцького архідияконату на плоцький і пултуський. В 1444 році разом з вроцлавським єпископом Владиславом встановив межі обох єпархій в так званих спірних місцях.
Після смерті Владислава III Варненчика рекомендував на короля одного з мазовецьких князів (1446 рік). Після смерті Болеслава IV та Владислава I став регентом в Плоцькому князівстві від імені малолітніх князів Земовита VI і Владислава. Княгиня Катерина за його заслуги під час регентства, підтвердила давні привілеї плоцького костелу і надала нові. Протестував проти приєднання Мазовії до Корони.
Рішучий противник гуситів.
У 1462 році мав гострий конфлікт з королем Казимиром IV після того, коли монарх зажадав повернення ленів померлих мазовецьких князів. Під час конфлікту траплялись випадки насильства.
Помер в Пултуську, за одними даними, 21 січня (за іншими — 28 січня}) 1463 року. Був похований у Пултуську. 